# Худер
Худер (монг.: Хүдэр) – сомон Селенгійського аймаку, Монголія. Територія 2,8 тис. км кв., населення 2,2 тис. чол.. Центр – селище Булагтай розташований на відстані 168 км. від Сухе-Батора та 355 км від Улан-Батора.

## Рельєф
Гори Худерийн Унур (1974 м), Далай (1512 м), Тарвагатайн Унур (1286 м), Дулгууний Унур (1100 м), Берх (1135 м). Долини Чух, Худер, Галттай, Уянга. Озера Цагаан, Гун.

## Корисні копалини
Золото, вугілля, залізна руда, будівельна сировина.

## Клімат
Різкоконтинентальний клімат, середня температура січня -20-22 градуси, липня +14-16 градусів, протягом року в середньому випалає 300-450 мм опадів.

## Природа, тваринний світ
Багатий на лікувальні трави, ягоди, гриби. Водяться ведмеді, олені, лосі, вивірки, соболі, лисиці, вовки, манули, козулі, зайці, тарбагани.

## Сфера обслуговування
Сфера обслуговування, школа, лікарня, майстерні.